# Grands détectives
Grands détectives est une collection de l'éditeur 10/18 créée par l'avocat et éditeur Jean-Claude Zylberstein en 1983. Elle s'est spécialisée dans la publication de romans policiers historiques mettant en scène des détectives à différentes époques et dans différents pays.
La collection accueille cependant plusieurs séries romanesques se déroulant au XXe siècle.

## Historique de la collection
Inaugurée au no 1558 de la collection 10/18 avec Meurtre à Canton de Robert Van Gulik, la collection policière Grands Détectives obtient un immédiat succès avec cette série ayant pour héros le juge Ti dans la Chine du VIIe siècle. Elle poursuit dans la voie du roman policier historique avec les enquêtes du frère Cadfael d'Ellis Peters, situées dans l'Angleterre médiévale du XIIIe siècle, puis les récits de Margaret Doody, Kate Sedley, Anne Perry, Peter Tremayne ou encore Jean-François Parot et son Nicolas Le Floch, le fin limier du XVIIIe siècle français. 
La collection ne néglige pas pour autant le whodunnit classique avec des séries policières signées Patricia Wentworth, Ngaio Marsh, Gladys Mitchell, Michael Innes, Rex Stout, Stuart Palmer et S.S. Van Dine, le roman policier ethnologique avec Arthur Upfield et Alexander McCall Smith, ainsi que le roman de procédure policière avec les œuvres de l'Italien Giorgio Scerbanenco, des Suédois Maj Sjöwall et Per Wahlöö et de l'Américain Ed McBain, créateur du commissariat du 87e District. Elle accorde aussi une place aux romans de Manuel Vázquez Montalbán et de Lilian Jackson Braun. Son incursion est plus modeste dans le roman noir, en dépit de la présence du Lew Archer de Ross Macdonald, des Ed et Am Hunter de Fredric Brown, du Nestor Burma de Léo Malet et de la première intégrale des nouvelles de Dashiell Hammett où apparaissent Sam Spade et le Continental Op.
Grands Détectives a également publié une anthologie en plusieurs volumes des nouvelles de William Irish.
10/18 a interrompu la collection en 2021 tout en continuant à exploiter un certain nombre de titres qui y ont paru en rappelant toutefois les ouvrages précédemment parus dans la collection « Grands détectives » créée par Jean-Claude Zylberstein.

## Auteurs de la collection et héros récurrents
| Auteur                                            | Langue d'origine    | Héros récurrent                                                                                 | Notes                                                       |
| ------------------------------------------------- | ------------------- | ----------------------------------------------------------------------------------------------- | ----------------------------------------------------------- |
| Jean d'Aillon                                     | Français            | Edward Holmes et Gower Watson, Guilhem d'Ussel, Olivier Hauteville, Louis Fronsac, Trois Sueurs | France, XIIIe siècle, XVe siècle, XVIe au XVIIIe siècles    |
| Boris Akounine                                    | Russe               | Eraste Pétrovitch Fandorine                                                                     | Russie, XIXe siècle et XXe siècle                           |
| Bruce Alexander                                   | Anglais             | Sir John Fielding                                                                               | Angleterre, XVIIIe siècle                                   |
| Roberto Ampuero                                   | Chilien             | Cayetano Brulé                                                                                  | Chili, XXe siècle                                           |
| Elena Arseneva                                    | Français (Russe)    | Artem, le boyard                                                                                | Russie de Kiev, XIe siècle                                  |
| Isaac Asimov                                      | Anglais             | Les veufs noirs                                                                                 | États-Unis, XXe siècle                                      |
| Brigitte Aubert                                   | Français            | Louis Denfert                                                                                   | France, fin du XIXe siècle                                  |
| Claude Aveline                                    | Français            | Frédéric Belot                                                                                  | France, XXe siècle                                          |
| Jean-Luc Bizien                                   | Français            | L'aliéniste Simon Bloomberg                                                                     | Paris, seconde moitié du XIXe siècle                        |
| Gilles Bornais                                    | Français            | Joe Hackney                                                                                     | Grande-Bretagne, fin du XIXe siècle                         |
| Nicolas Bouchard                                  | Français            | Marie-Adelaïde Lenormand                                                                        | France, XIXe siècle                                         |
| Laetitia Bourgeois                                | Français            | Barthélemy et Ysabellis                                                                         | France, XIVe siècle                                         |
| Thierry Bourcy et François-Henri Soulié           | Français            | Capitaine Joseph Kassov                                                                         | France et Europe, début du XVIIe siècle                     |
| Fabrice Bourland                                  | Français            | Andrew Singleton et James Trelawney                                                             | Angleterre, Paris, Vienne, Los Angeles dans les années 1930 |
| Gyles Brandreth                                   | Anglais             | Oscar Wilde                                                                                     | Angleterre, fin XIXe siècle                                 |
| Lilian Jackson Braun                              | Anglais             | James Macintosh Qwilleran et ses chats siamois Koko et Yom-Yom                                  | États-Unis, XXe siècle                                      |
| Fredric Brown                                     | Anglais             | Am et Ed Hunter                                                                                 | États-Unis, XXe siècle                                      |
| Armand Cabasson                                   | Français            | Quentin Margont                                                                                 | France, XIXe siècle, époque napoléonienne                   |
| Heron Carvic                                      | Anglais             | Miss Seeton                                                                                     | Angleterre, XXe siècle                                      |
| Ray Celestin                                      | Anglais             | Michael Talbot et Ida Davis                                                                     | États-Unis, XXe siècle                                      |
| Hampton Charles                                   | Anglais             | Miss Seeton                                                                                     | Angleterre, XXe siècle                                      |
| G. K. Chesterton                                  | Anglais             | Père Brown                                                                                      | Angleterre, début du XXe siècle                             |
| Danila Comastri Montanari                         | Italien             | Sénateur Publius Aurélius Statius                                                               | Rome antique                                                |
| John Crosby                                       | Anglais             | Horatio Cassidy                                                                                 | Angleterre, XXe siècle                                      |
| Amanda Cross                                      | Anglais             | Kate Fansler                                                                                    | États-Unis, XXe siècle                                      |
| Colin Dexter                                      | Anglais             | Inspecteur Morse                                                                                | Angleterre, XXe siècle                                      |
| Paul C. Doherty                                   | Anglais             | Hugh Corbett                                                                                    | Angleterre, début du XIVe siècle                            |
| Margaret Doody                                    | Anglais             | Aristote                                                                                        | Grèce antique                                               |
| James D. Doss                                     | Anglais             | Charlie Moon                                                                                    | États-Unis, XXe siècle                                      |
| Jean-Christophe Duchon-Doris                      | Français            | Guillaume de Lautaret et Delphine d'Orbelet                                                     | France, XVIIIe siècle                                       |
| Dick Francis                                      | Anglais             |                                                                                                 | Angleterre, XXe siècle                                      |
| Nicolas Freeling                                  | Anglais             | Van der Valk                                                                                    | Pays-Bas, XXe siècle                                        |
| Dale Furutani                                     | Anglais américain   | Matsuyama Kaze                                                                                  | Japon, XVIIe siècle                                         |
| Hervé Gagnon                                      | Français (Québec)   | Joseph Laflamme                                                                                 | Montréal, Canada, fin du XIXe siècle                        |
| Harald Gilbers                                    | Allemand            | Richard Oppenheimer                                                                             | Berlin, Allemagne, XXe siècle                               |
| Anton Gill                                        | Anglais             | Scribe Huy                                                                                      | Égypte antique                                              |
| Jason Goodwin                                     | Anglais             | L'eunuque Hachim, l'Ottoman                                                                     | Empire ottoman, XIXe siècle                                 |
| Ann Granger                                       | Anglais             | Lizzie Marin et Ben Ross                                                                        | Londres, années 1860                                        |
| C. L. Grace (pseudonyme de Paul Charles Doherty)  | Anglais             | Kathryn Swinbrooke                                                                              |                                                             |
| Kerry Greenwood                                   | Anglais             | Phryne Fisher                                                                                   | Australie, années 1920                                      |
| Dashiell Hammett                                  | Anglais             | Continental Op                                                                                  | États-Unis, XXe siècle                                      |
| Paul Harding (pseudonyme de Paul Charles Doherty) | Anglais             | Frère Athelstan                                                                                 |                                                             |
| Michael Innes                                     | Anglais             | John Appleby                                                                                    | Angleterre, XXe siècle                                      |
| William Irish                                     | Anglais             |                                                                                                 |                                                             |
| Claude Izner                                      | Français            | Victor Legris                                                                                   | France, XIXe siècle et XXe siècle, Belle Époque             |
| Lee Jackson                                       | Anglais             | Sarah Tanner                                                                                    | Londres, Angleterre, XIXe siècle                            |
| Stuart M. Kaminsky                                | Anglais             | Toby Peters                                                                                     | Hollywood, première moitié du XXe siècle                    |
| Harry Kemelman                                    | Anglais             | Rabbin David Small                                                                              | États-Unis, XXe siècle                                      |
| Giulio Leoni                                      | Italien             | Dante Alighieri                                                                                 | Florence, XIVe siècle                                       |
| Anne de Leseleuc                                  | Français            | Marcus Aper                                                                                     | Rome antique                                                |
| Ross Macdonald                                    | Anglais             | Lew Archer                                                                                      | États-Unis, XXe siècle                                      |
| Juan Madrid                                       | Espagnol            | Toni Romano                                                                                     | Madrid, années 1980                                         |
| Léo Malet                                         | Français            | Nestor Burma                                                                                    | France, années 1950                                         |
| Marco Malvaldi                                    | Italien             | Massimo, barista du BarLume                                                                     | Italie, XXIe siècle                                         |
| Ngaio Marsh                                       | Anglais             | Roderick Alleyn                                                                                 | Angleterre, XXe siècle                                      |
| Ed McBain                                         | Anglais             | 87e District                                                                                    | États-Unis, XXe siècle                                      |
| Alexander McCall Smith                            | Anglais             | Mma Ramotswe                                                                                    | Zimbabwe, XXe siècle                                        |
| James Melville                                    | Anglais             | Tetsuo Otani                                                                                    | Japon, XXe siècle                                           |
| Gladys Mitchell                                   | Anglais             | Mrs. Bradley                                                                                    | Angleterre, XXe siècle                                      |
| Michel Moatti                                     | Français            | Amelia Pritlowe                                                                                 | Angleterre, XIXe siècle                                     |
| Manuel Vázquez Montalbán                          | Espagnol            | Pepe Carvalho                                                                                   | Espagne, XXe siècle                                         |
| Viviane Moore                                     | Français            | Tancrède le Normand                                                                             | Europe, XIIe siècle                                         |
| R. N. Morris                                      | Anglais britannique | Porfiry Petrovich                                                                               | Russie, XIXe siècle                                         |
| John Mortimer                                     | Anglais             | Rumpole                                                                                         | Angleterre, XXe siècle                                      |
| Dominique Muller                                  | Français            | Florent Bonnevy dit Sauve-du-mal                                                                | France, XVIIIe siècle, Régence de Philippe, duc d'Orléans   |
| Magdalen Nabb                                     | Anglais             | Adjuvant Maresciallo Guarnaccia                                                                 | Italie, Florence, XXe siècle                                |
| Jacques Neirynck                                  | Français            | Raoul Thibaut de Maizières                                                                      | France, XIXe siècle et XXe siècle, Belle Époque             |
| Marc Paillet                                      | Français            | Erwin le Saxon                                                                                  | Empire carolingien, VIIIe siècle au IXe siècle              |
| Stuart Palmer                                     | Anglais             | Hildegarde Withers                                                                              | États-Unis, XXe siècle                                      |
| I. J. Parker                                      | Anglais             | Akitada Sugarawa                                                                                | Japon, époque de Heian - XIe siècle                         |
| Jean-François Parot                               | Français            | Nicolas Le Floch                                                                                | France, XVIIIe siècle                                       |
| Michael Pearce                                    | Anglais             | Mamur Zapt                                                                                      | Égypte, début du XXe siècle                                 |
| Iain Pears                                        | Anglais             | Jonathan Argyll                                                                                 | Italie / Londres, XXe siècle                                |
| Anne Perry                                        | Anglais             | Thomas et Charlotte Pitt                                                                        | Londres, années 1880                                        |
| Anne Perry                                        | Anglais             | William Monk                                                                                    | Royaume-Uni, années 1850-1860                               |
| Anne Perry                                        | Anglais             | Joseph et Matthew Reavley                                                                       | Royaume-Uni, années 1910                                    |
| Ellis Peters                                      | Anglais             | Frère Cadfael                                                                                   | Shrewsbury (Angleterre), XIIIe siècle                       |
| Ellis Peters                                      | Anglais             | Inspecteur Felse                                                                                | Royaume-Uni, années 1950-1960                               |
| Guillaume Prévost                                 | Français            | François-Claudius Simon                                                                         | France, à la fin de la Première Guerre mondiale             |
| Nicolas Remin                                     | Allemand            | Alvise Tron                                                                                     | Venise, années 1860                                         |
| Caroline Roe                                      | Anglais             | Isaac de Gérone                                                                                 | Espagne, XIVe siècle                                        |
| John Maddox Roberts                               | Anglais             |                                                                                                 | Rome antique                                                |
| Steven Saylor                                     | Anglais             | Gordien                                                                                         | Rome antique                                                |
| Giorgio Scerbanenco                               | Italien             | Duca Lamberti                                                                                   | Italie, XXe siècle                                          |
| Kate Sedley                                       | Anglais             | Roger le colporteur                                                                             | Angleterre, XVe siècle                                      |
| Maj Sjöwall et Per Wahlöö                         | Suédois             | Martin Beck                                                                                     | Suède, XXe siècle                                           |
| Mehmet Murat Somer                                | Turc                |                                                                                                 | Istanbul, XXIe siècle                                       |
| Rex Stout                                         | Anglais             | Nero Wolfe                                                                                      | États-Unis, XXe siècle                                      |
| Jean Stubbs                                       | Anglais             | John Joseph Lintott                                                                             | Londres, Paris et San Francisco, XIXe siècle                |
| Frank Tallis                                      | Anglais             | Oskar Rheinhardt et Max Liebermann                                                              | Vienne (Autriche) au tournant des XIXe siècle et XXe siècle |
| Josephine Tey                                     | Anglais             | Alan Grant                                                                                      | Londres (Angleterre), première moitié du XXe siècle         |
| Peter Tremayne                                    | Anglais             | Sœur Fidelma                                                                                    | Irlande, VIIe siècle                                        |
| Arthur Upfield                                    | Anglais             | Inspecteur Napoléon Bonaparte (dit Bony), inspecteur métis anglais-aborigène                    | Australie, de l'entre-deux-guerres aux années 1960          |
| S.S. Van Dine                                     | Anglais             | Philo Vance                                                                                     | États-Unis, années 1920-1930                                |
| Robert van Gulik                                  | Anglais/Néerlandais | Juge Ti                                                                                         | Chine, VIIe siècle                                          |
| Anne Villemin Sicherman                           | Français            | L'artiste vétérinaire Augustin Duroch                                                           | France, XVIIIe siècle                                       |
| Patricia Wentworth                                | Anglais             | Miss Maud Silver                                                                                | Royaume-Uni, XXe siècle                                     |
| John Wyllie                                       | Anglais             | Dr Samuel Quarshie                                                                              | Afrique, XXe siècle                                         |

## Sources
- Claude Mesplède, Dictionnaire des littératures policières, vol. 1 : A - I, Nantes, Joseph K, coll. « Temps noir », 2007, 1054 p. (ISBN 978-2-910-68644-4, OCLC 315873251), p. 880-881.